# كناريون جزر سليمان
كناريون جزر سليمان (الاسم العلمي:Canarium solomonense) هو نوع من النباتات يتبع جنس الكناريون من الفصيلة البخورية.